# Pseudopithyella
Pseudopithyella är ett släkte av svampar. Pseudopithyella ingår i familjen Sarcoscyphaceae, ordningen skålsvampar, klassen Pezizomycetes, divisionen sporsäcksvampar och riket svampar.
|                 | Sarcoscypha                                 |
|                 |                                             |
|                 | Phillipsia                                  |
|                 |                                             |
|                 | Cookeina                                    |
|                 |                                             |
|                 | Nanoscypha                                  |
|                 |                                             |
|                 | Microstoma                                  |
|                 |                                             |
|                 | Geodina                                     |
|                 |                                             |
|                 | Aurophora                                   |
|                 |                                             |
|                 | Thindia                                     |
|                 |                                             |
| Pseudopithyella | \| \| Pseudopithyella minuscula \| \| \| \| |
|                 | \| \| Pseudopithyella minuscula \| \| \| \| |
|                 | Pithya                                      |
|                 |                                             |
|                 | Wynnea                                      |
|                 |                                             |
|                 | Kompsoscypha                                |
|                 |                                             |
|                 | Pseudopithyella minuscula                   |
|                 |                                             |

|  | Pseudopithyella minuscula |
|  |                           |

## Bildgalleri

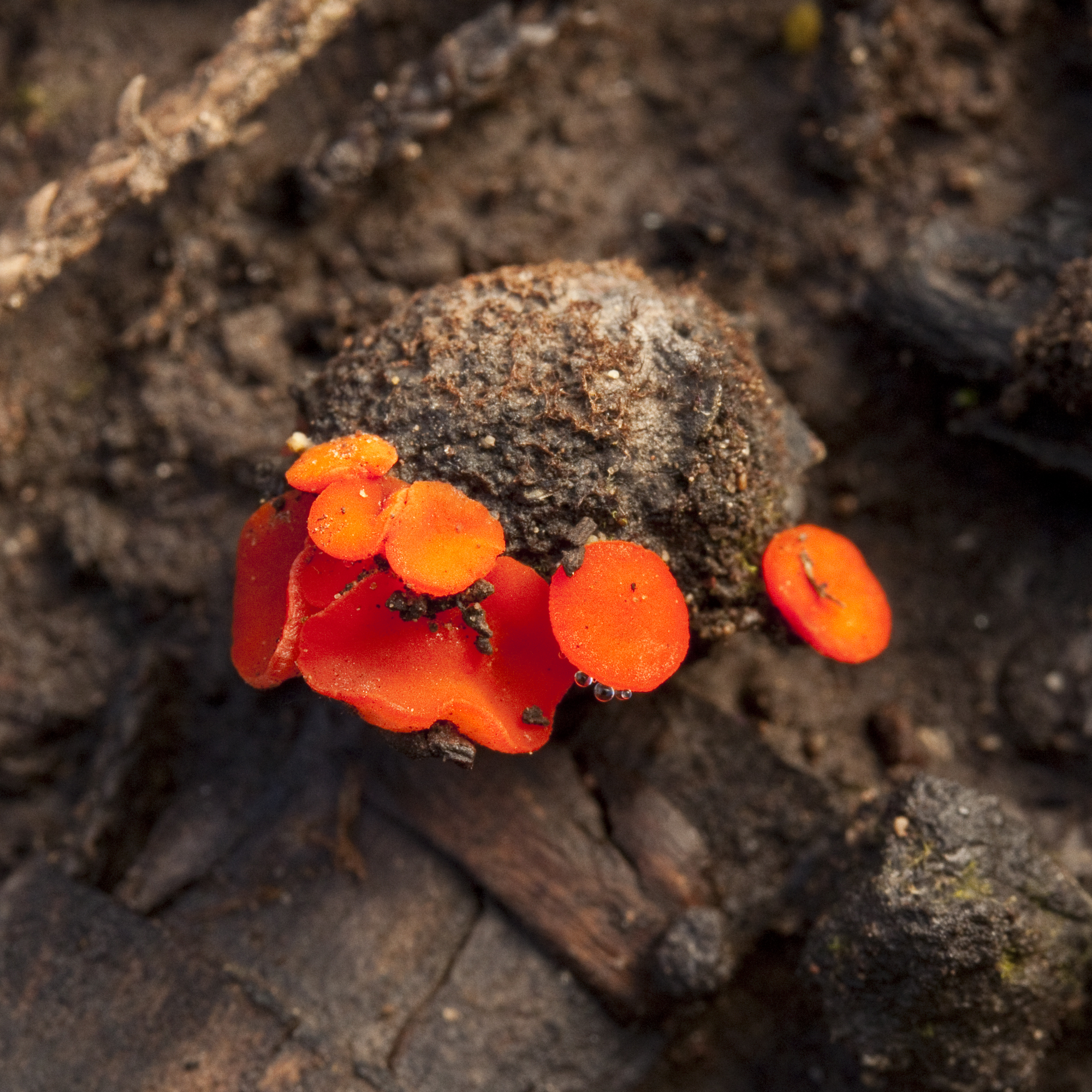